# Silverton Casino Lodge
Silverton Casino Lodge – hotel i kasyno, położone na południowym krańcu Las Vegas Valley w Enterprise, w amerykańskim stanie Nevada. Jego grupą docelową są przede wszystkim turyści z Kalifornii oraz lokalni mieszkańcy Las Vegas i jego okolic.
W skład obiektu, położonego na 32 hektarach ziemi, wchodzi hotel z 300 pokojami, kasyno o powierzchni 5.600 m², wielkie akwarium zamieszkiwane przez ponad 4 tysiące ryb tropikalnych (a w tym rekiny), a także dziesięć restauracji i kawiarni.
Motywem przewodnim obiektu jest styl górki; architektura budynków oraz ich wystrój nawiązuje do wizerunku górskich domów.

## Historia
Obiekt został otwarty w 1994 roku jako Boomtown, stanowiąc własność korporacji Boomtown Casinos. Po tym, jak Boomtown Casinos połączyła się z Hollywood Park, Inc. w 1997 roku, hotel/kasyno został sprzedany, a nowi właściciele zmienili jego nazwę na Silverton Casino Lodge.
Wraz z renowacją w 2004 roku, obiektowi nadano "wodnego charakteru". Głównie za sprawą wielkiego akwarium ze słoną wodą o pojemności 440.000 litrów, w którym wystawiane jest show syren. W tym samym okresie, w Silverton otwarty został sklep sieci Bass Pro Shops o powierzchni 13.500 m². Ze względu na położenie oraz rozmiar sklepu, stał się on atrakcją turystyczną.